# Camille Crenier
Ne doit pas être confondu avec Henri Crenier.
Pour les articles homonymes, voir Crenier.
Henri Camille Crenier, né le 30 avril 1880 dans le 20e arrondissement de Paris et « Mort pour la France » le 6 mars 1915 sur la colline de Notre-Dame-de-Lorette à Ablain-Saint-Nazaire, est un sculpteur français, lauréat du prix de Rome en 1908.

## Biographie
Né dans une famille pauvre, Camille Crenier entre à 1897 à l'École des beaux-arts de Paris où il est l'élève d'Alexandre Falguière, de Raoul Larche, d'Antonin Mercié et de Laurent Marqueste. Il participe aux concours du prix Chenavard et expose au Salon des artistes français, où il obtint en 1897 et 1901 une mention honorable (en 1901 pour son groupe Sous les Étoiles) puis une médaille de 3e classe en 1908.
En 1908, Devant le Crépuscule lui vaut une seconde médaille. la même année, avec Sophocle, adolescent, chante la victoire de Salamine, il obtient le prix de Rome, pour lequel il avait déjà concouru trois fois.
Durant son séjour à la villa Médicis à Rome, Crenier conçoit La Jacquerie, et un Berger, figure en marbre restée inachevée.
De retour en France, il devient  professeur à l'École Germain-Pilon.
Crenier occupe un atelier rue des Princes, à Boulogne-Billancourt. Après sa mort, on y trouve entre autres un projet de Monument à Gambetta pour le 20e arrondissement de Paris et un projet de Monument à François Viète.
Lors de la Première Guerre mondiale, Camille Grenier, caporal au 3e bataillon de chasseur à pied, tombe à Notre-Dame-de-Lorette, où il est inhumé dans la nécropole.

## Œuvres
- Première Tristesse
- Appel à l'humanité contre l'alcoolisme